# Thống nhất Transylvania và România

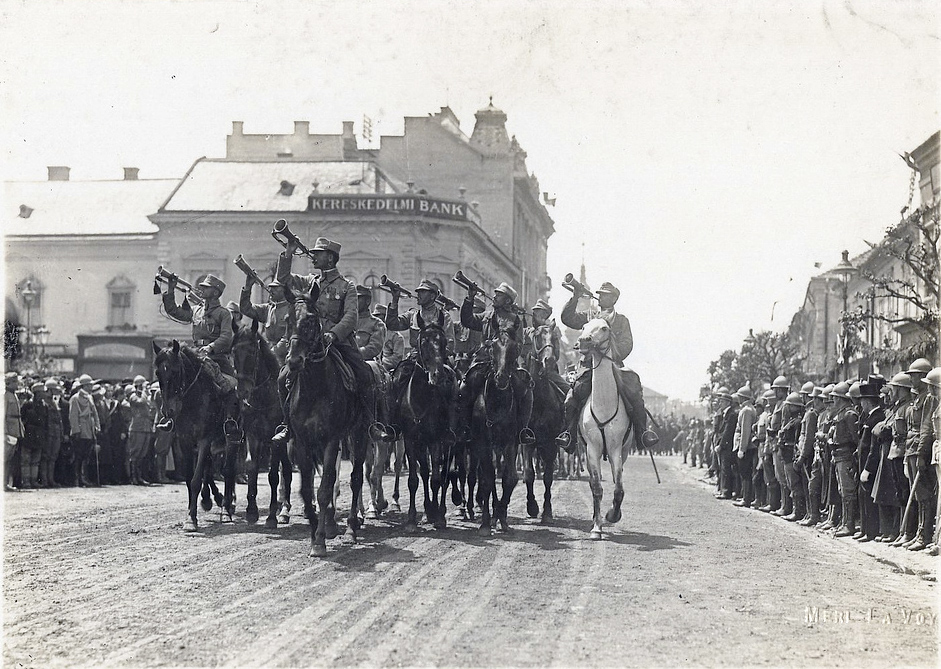
Quân đội România diễu hành ở Transylvania

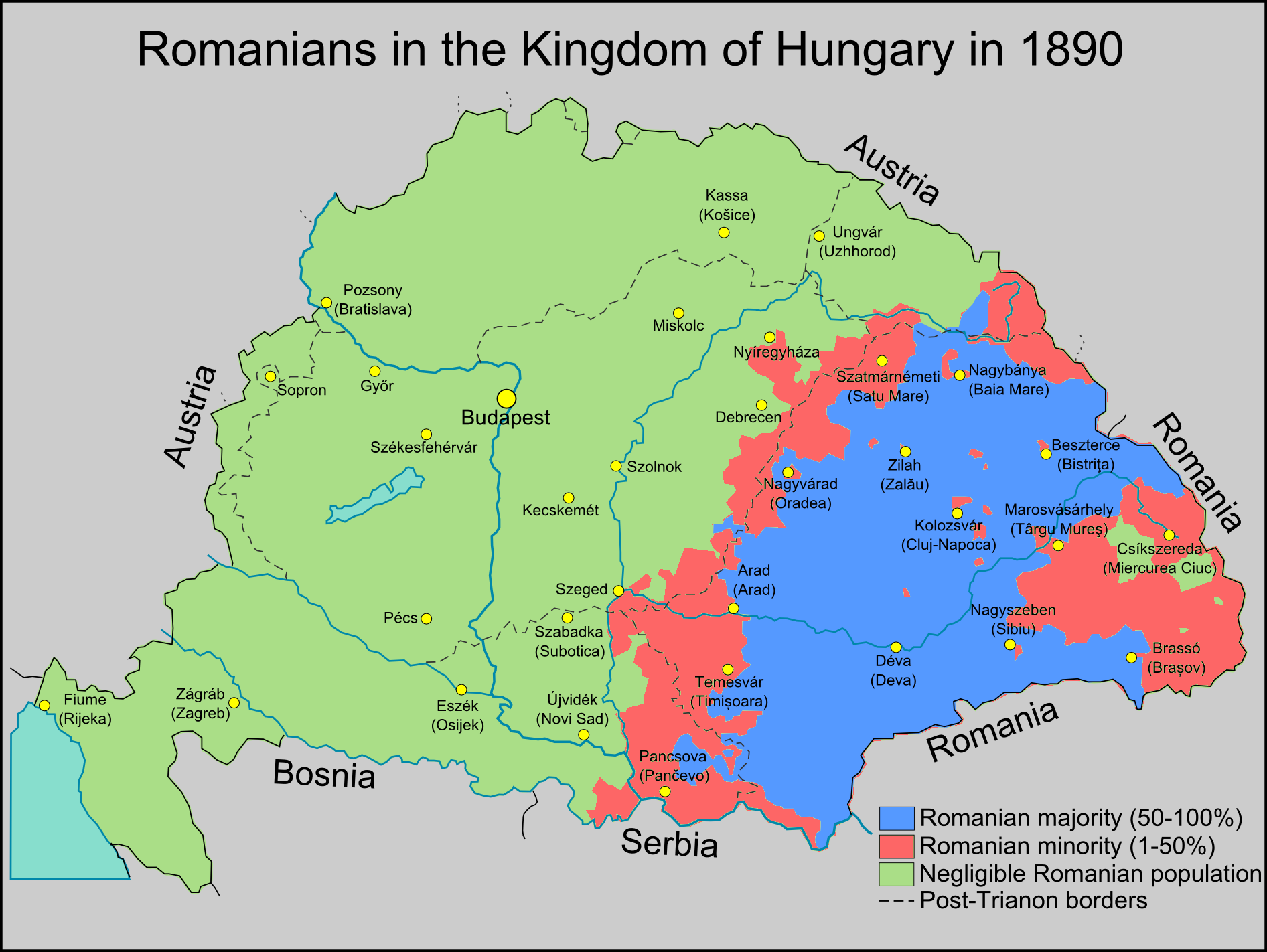
Người România ở Vương quốc Hungary theo điều tra dân số Hungary năm 1890

Dòng thời gian của biên giới România giữa 1859-2010

Thống nhất Transylvania và România đã được công bố vào ngày 1 (lịch cũ 18 tháng 11) năm 1918 bởi hội nghị các đại biểu của dân tộc România tổ chức tại Alba Iulia.
Ngày Quốc Khánh Romania (còn gọi là Ngày thống nhất) diễn ra vào ngày 1 tháng 12, kỷ niệm sự kiện này. Ngày lễ được thành lập sau Cách mạng România, và đánh dấu sự thống nhất không chỉ của Transylvania, mà còn của Bessarabia,Bukovina,một phần của Banat, Crișana,Maramureș với Vương quốc România.Trước đó vào năm 1918,Bessarabia và Bukovina đã sáp  với Vương quốc România.

## Nguyên nhân và sự kiện hàng đầu
- 1906 - Một nhóm sinh viên do Archduke Franz Ferdinand đứng đầu tạo ra một kế hoạch (không bao giờ được thực hiện) để thành lập Hoa Kỳ Đại Áo, đề nghị chính ông Archduke làm hoàng đế, thành lập một liên bang gồm 15 quốc gia tự trị.
- 1914 - Archduke Francesco Ferdinando bị ám sát ở Sarajevo, một khu vực do Áo quản lý ở Bosnia ngày nay. Chiến tranh thế giới thứ nhất bắt đầu.
- 17 tháng 8 năm 1916 - România ký hiệp ước bí mật với các cường quốc Triple Entente (Anh, Pháp, Ý và Nga) theo đó Transylvania, Banat và Parthia sẽ trở thành một phần của România sau khi kết thúc Thế chiến thứ nhất nếu nước này kết thúc tham gia cuộc chiến cùng với Entente.
- Tháng 8 năm 1916 - România tấn công Áo-Hung. Cuộc tấn công sớm bị đàn áp bởi các lực lượng Áo thống nhất với quân Đức. Đáp lại, các cường quốc trung ương chiếm Wallachia và Bucharest. Thủ đô România tạm thời trở thành Iași.
- 1916 - Hoàng đế Franz Joseph của Áo qua đời. Hoàng đế Charles I đã kế vị ông lên ngôi.
- Tháng 12 năm 1916 - Cuộc tấn công của Đức dừng lại ở tuyến Mărășești - Galați.
- 6 tháng 12 năm 1916 - Thủ đô Bucharest bị Liên minh Trung tâm chiếm , kiểm soát hai phần ba lãnh thổ Romania.
- 8 tháng 12 năm 1916 - Tướng Đức August von Mackensen được bổ nhiệm làm thống đốc quân sự của các vùng lãnh thổ bị chiếm đóng của Romania.
- Tháng 5-tháng 7 năm 1917 - Quân đội Romania đã ngăn chặn một cuộc tấn công của Đức và đẩy họ trở lại về ban đầu, nhưng mất lợi thế.
- Ngày 9 tháng 12 năm 1917 - România ký hiệp định đình chiến với các liên minh trung tâm
- Tháng 1 năm 1918 - Tổng thống Hoa Kỳ Woodrow Wilson lên án bất kỳ hiệp ước bí mật nào và đòi hỏi quyền tự trị của các nhóm dân tộc Áo-Hung.
- 26-28/ 3/1918 - Đại hội các quốc gia Áo-Hung diễn ra tại Rome. Một chuyển động được thông qua đòi hỏi sự công nhận quyền của mỗi quốc gia cấu thành một quốc gia hoặc muốn gặp trong một quốc gia
- Ngày 18 tháng 5 năm 1918 - Một hiệp ước hòa bình được ký giữa các cường quốc trung ương (Đức, Áo-Hungary và Bulgaria) và Vương quốc România để thay thế hiệp định đình chiến năm tháng trước đó. România nối lại các vùng lãnh thổ mà nó có trước chiến tranh và đã bị chiếm giữ bởi các cường quốc trung ương kể từ tháng 12 năm 1916, ngoại trừ Dobruja và các khu vực miền núi. Hiệp ước không được România phê chuẩn với hy vọng rằng việc không chấp thuận sẽ dẫn đến sự công nhận toàn bộ các lĩnh vực România trong khu vực. Các cường quốc trung ương, theo hiệp ước này, bắt đầu rút quân khỏi Wallachia.
- Ngày 6 tháng 11 năm 1918 - Bessarabia, sau ba tháng độc lập khỏi Nga, tuyên bố liên minh với Vương quốc România. Người România và các đại biểu khác (tổng cộng 86 người) đã bỏ phiếu ủng hộ, trong khi một số dân tộc thiểu số (Ukraina, Nga, Đức, Do Thái và Gagauz, tổng số 36 đại biểu) đã bỏ phiếu trắng. 2 đại biểu Ukraina và 1 đại biểu Bulgaria (tổng cộng 3 người) đã bỏ phiếu chống lại. Tuyên bố được ký bởi Thủ tướng (thân Đức) Alexandru Marghiloman thay mặt cho chính phủ România.
- 24 tháng 8 năm 1918 - Hội đồng Thống nhất România được thành lập tại Paris, với chủ tịch là Take Ionescu, Vasile Lucaciu, Octavian Goga, Tiến sĩ Constantin Angelescu và Ioan Theodor Florescu làm thành viên. Ông được công nhận là "số mũ của lợi ích của quốc gia România Áo-Hung" từ Pháp (29 tháng 9), từ Hoa Kỳ (23 tháng 10), từ Vương quốc Anh (29 tháng 10) và từ Ý (9 tháng 11), bốn quyền hạn của Entente.
- 2 tháng 9 năm 1918 - Đại hội dân tộc Séc, Slovak, Ba Lan, Romani, Serb, Croats và Ruthenes của Áo-Hungary được tổ chức tại New York. Một giải pháp là cần thiết cho các bộ phận trong Áo-Hungary
- 12 tháng 10 năm 1918 - Ủy ban điều hành của Đảng Quốc gia Romania, một đảng lớn ở Transylvania đại diện cho người Romania tại Vương quốc Hungary, diễn ra tại Nagyvárad (Oradea). Một tuyên bố được thông qua, yêu cầu thành lập "vì quyền quốc gia của mọi quốc gia để quyết định số phận của chính mình" của Hội đồng Quốc gia Rumani Trung ương, một cơ quan quản lý lâm thời cho Transylvania. Để đạt được mục đích này, Đảng Quốc gia Romania thành lập một Ủy ban Hành động, đặt ở Arad do Vasile Goldiș chủ trì.
- 18 tháng 10 năm 1918 - Alexandru Vaida-Voevod, chính trị gia người România nổi tiếng của Áo-Hungary, đọc bản tuyên bố về quyền tự quyết của quốc hội của phần Hungary của Áo-Hung tại Budapest
- Cùng ngày hôm đó - Hoàng đế Charles I đã xuất bản "Tuyên ngôn cho các dân tộc trung thành của tôi" nơi ông đề xuất tái tổ chức Áo-Hung thành một liên bang gồm sáu quốc gia độc lập: Áo, Hungary, Cộng hòa Séc, Nam Tư, Ba Lan và Ukraina, Tuyên ngôn không những đạt được mục tiêu của nó mà còn bị coi là một bước đi quá muộn. Các Hội đồng Quốc gia mọc lên khắp Áo-Hung, thích đàm phán trực tiếp với các cường quốc Entente, hơn là với Chính phủ Trung ương thất bại.                                                                                                      Cùng ngày hôm đó - Trả lời bản tuyên ngôn của Hoàng đế Charles I đã được xuất bản bởi Quân đoàn Transylvanian và Bukovini trong quân đội Áo-Hung, kêu gọi liên hiệp các vùng lãnh thổ của Người România với Vương quốc România. Iuliu Maniu, một chính trị gia nổi tiếng của Transylvania, đã tới Vienna và dẫn 70.000 binh sĩ Transylvania đến quê hương của họ.
- 28 tháng 10 năm 1918 - Tiệp Khắc tuyên bố độc lập.
- Ngày 29 tháng 10 năm 1918 - Các khu vực ở miền nam Slavonia tuyên bố nền độc lập của họ là một bang của người Hindi, người Croatia và người Serb.
- Ngày 31 tháng 10 năm 1918 - Một chính phủ mới, do Mihály Károlyi lãnh đạo, được thành lập tại Budapest, với Đảng Dân chủ do Oszkár Jászi làm Bộ trưởng Bộ Quốc tịch. Chính phủ Hungary kết thúc liên minh với nước Áo, chính thức giải tán nhà nước Áo-Hung.
- Ngày 3 tháng 11 năm 1918 - General Weber, phía Áo-Hungary, ký hiệp định đình chiến Padua với Ý.
- Cùng ngày hôm đó - Hội đồng trung ương quốc gia România được thành lập với đại diện của Đảng Quốc gia România và Đảng Dân chủ xuyên xã hội chủ nghĩa, và nắm quyền kiểm soát chính quyền địa phương của Transylvania. Bộ máy hành chính Hungary tan rã. Chính phủ Hungary của Károlyi Mihály bắt đầu đàm phán với Hội đồng Trung ương Quốc gia România.
- Ngày 10 tháng 11 năm 1918 - România một lần nữa tuyên chiến với các cường quốc trung ương.
- Ngày 11 tháng 11 năm 1918 - Hiệp định đình chiến ở mặt trận phía tây được ký kết tại Compiègne, Pháp.
- Ngày 12 tháng 11 năm 1918 - Quân đội România đầu tiên tiến vào Hungary và chiếm đèo núi Gyergyótölgyes (Tulgheș) về phía vùng Szekler.
- Ngày 13 tháng 11 năm 1918 - Một Hiệp định đình chiến trên Mặt trận Balkan được ký kết tại Belgrade, Serbia, giữa Tướng Pháp Franchet d'Esperey, chỉ huy Quân đội phương Đông của phe Hiệp ước, và chính phủ Hungary. Hoạt động quân sự quy mô nhỏ tiếp tục trong vài ngày ở miền nam Hungary. Thỏa thuận này ấn định các đường phân định giữa Hungary, Serbia và Romania, theo đó khu vực Banat nằm dưới sự quản lý của Serbia, bất chấp hiệp ước bí mật năm 1916 với Bucharest. Körösvidék (Crișana) và Máramaros (Maramureș), bao gồm các thành phố Szatmárnémeti (Satu Mare), Nagyvárad (Oradea), Belényes (Beiuș) và Arad, cũng như vùng Transylvania bên trong cho đến sông Maros (Mureș), được để lại dưới sự quản lý của Hungary. Các cường quốc Hiệp ước yêu cầu Hungary cho phép quân đội Romania tiến vào các vùng lãnh thổ Transylvania ở phía đông đường phân định dọc theo Mureș. Hungary chỉ được phép giữ lại tám sư đoàn quân đội. Quân đội bị tước vũ khí đang trở về nhà.
- Ngày 15 tháng 11 năm 1918 - Các cuộc đàm phán được tổ chức tại Arad giữa chính phủ Hungary của Károlyi Mihály và Hội đồng Trung ương Quốc gia România (của Transylvania), mà không đạt được thỏa thuận. Tin tức về thỏa thuận Belgrade đến với phái đoàn România ở Transylvania. Hội đồng Trung ương Quốc gia România rút khỏi các cuộc đàm phán và quyết định gặp lại vào ngày 18 tháng 11 sau Quốc hội La Mã cho Transylvania và Hungary.
- 13-20/11/1918 - Quân đội România chiếm giữ những ngọn núi chính ở biên giới phía đông bắc Hungary. Mục đích của quân đội là chiếm ít nhất 1/4 lãnh thổ Transylvania, như dự kiến của hiệp định Belgrade ngày 13 tháng 11 và thông qua chính quyền tạm thời.
- Tháng 11 năm 1918 - Cuộc bầu cử Quốc hội La Mã từ Transylvania và Hungary được tổ chức trong khoảng thời gian 12 ngày. 1.228 thành viên của nó được bầu với số lượng 5 người cho mỗi khu vực bầu cử được thành lập năm 1910 (tổng cộng 600 thành viên) và đại diện cho các tổ chức xã hội, chuyên nghiệp và văn hóa khác nhau (giáo sĩ, đoàn thể, binh sĩ, v.v.). Sự nhiệt tình của địa phương đạt đến đỉnh điểm bằng cách yêu cầu cải cách nông nghiệp, bỏ phiếu phổ quát và liên minh với România.
- Ngày 25 tháng 11 năm 1918 - Quân đội România chiếm Târgu Mureș, thành phố quan trọng nhất ở vùng Szekler, phía đông Transylvania.
- Ngày 28 tháng 11 năm 1918 - Quốc hội Székelys tại Târgu Mureș tái khẳng định sự ủng hộ của mình đối với sự toàn vẹn lãnh thổ của Hungary.
- Cùng ngày hôm đó - 100 thành viên được bầu vào Đại hội đồng Bukovina đã thông qua nghị quyết liên minh vô điều kiện với vương quốc România.  Đại biểu La Mã(74), Đức (7) và Ba Lan (6) bỏ phiếu thuận lợi, trong khi 13 đại biểu Ukraina bỏ phiếu chống.

## Quốc hội Alba Iulia

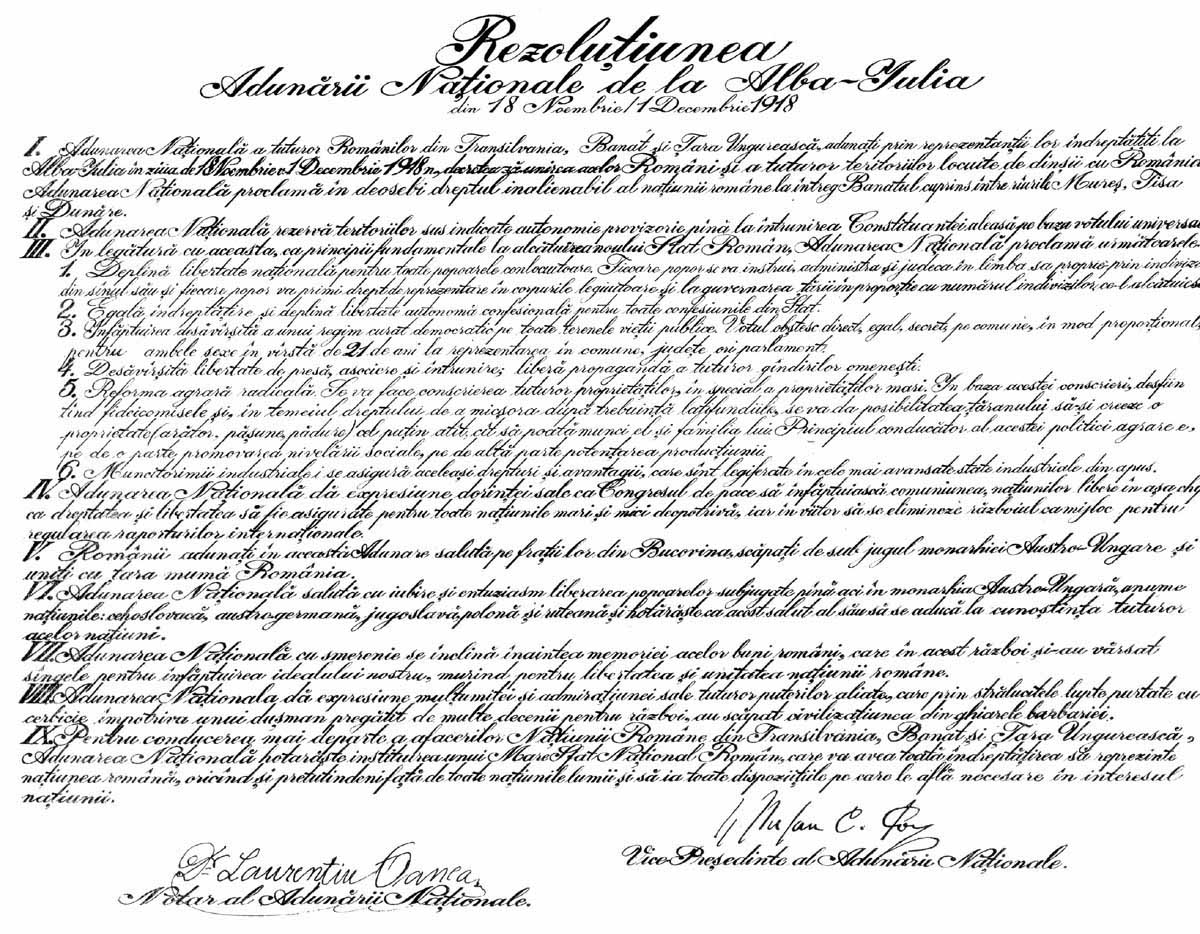
Nghị quyết của Quốc hội

Vào ngày 1 tháng 12 năm 1918 của Quốc hội nước România của Transylvania và Hungary, tạo thành từ 1.228 thành viên được bầu trong số các người România của Transylvania, Banat, Crisana và Maramures, đồng ý với Alba Iulia và ra lệnh thống nhất
| "Sự thống nhất của các vùng lãnh thổ có Người România sinh sống ở bang România." |

Nghị quyết do Quốc hội bỏ phiếu cũng quy định "các nguyên tắc cơ bản của nền tảng của nhà nước România mới":
1. Tự do dân tộc đầy đủ cho tất cả các dân tộc sống thử. Mỗi người sẽ học, sẽ được đánh giá bằng ngôn ngữ của mình và sẽ có quyền được đại diện theo tỷ lệ với số của mình.
2. Quyền bình đẳng và quyền tự chủ hoàn toàn trong tự do tôn giáo cho tất cả các giáo phái trong bang.
3. Hệ thống dân chủ đầy đủ trong tất cả cuộc sống công cộng. Quyền bầu cử phổ thông, trực tiếp, bình đẳng, bí mật, ở mọi đô thị, tỷ lệ thuận, cho cả hai giới, đến 21 tuổi.
4. Hoàn toàn tự do báo chí, liên kết và gặp gỡ, tuyên truyền miễn phí cho mọi suy nghĩ của con người.
5. Cải cách công nông triệt để, với việc bãi bỏ tất cả các con quạ và tài sản cũng được cấp cho nông dân (quyền sở hữu đất đai, rừng, đồng cỏ, v.v.).
6. Công nhân công nghiệp sẽ có những đặc quyền giống như công nhân ở phương Tây.

Hội nghị được thành lập bởi 200 thành viên cùng với 50 thành viên của Hội đồng quốc gia Transylvania, quốc hội thường trực mới ở Transylvania.
Ngày hôm sau, trên tháng 12 tháng 2 năm 1918 của Thượng Hội đồng Quốc gia România của Transylvania thành lập một chính phủ mới dưới tên của Hội đồng quản trị của Transylvania, đứng đầu là Iuliu Maniu.
Vào ngày 11 tháng 12 năm 1918, Quốc vương Ferdinand của România đã ký một đạo luật liên quan đến liên minh Transylvania, Banat, Crișana, và Szatmár và Maramureș cho Vương quốc România phán quyết rằng
| "Những vùng đất có tên trong nghị quyết của Quốc hội tại Alba Iulia ngày 18 tháng 11 năm 1918 vẫn mãi mãi thống nhất với Vương quốc România." |